# Больсена
Больсена (італ. Bolsena) — муніципалітет в Італії, у регіоні Лаціо,  провінція Вітербо.
Больсена розташована на відстані близько 95 км на північний захід від Рима, 27 км на північ від Вітербо.
Населення — 4072 особи (2014).
Щорічний фестиваль відбувається 24 липня. Покровитель — Христина Больсенська.

## Демографія
Населення за роками:

Станом на 1 січня 2023 року в муніципалітеті офіційно проживало 314 іноземців з 44 країн, серед них 192 громадяни країн Євросоюзу та 20 громадян України.

## Сусідні муніципалітети
- Баньореджо
- Каподімонте
- Кастель-Джорджо
- Градолі
- Монтефьясконе
- Орв'єто
- Сан-Лоренцо-Нуово